# 水谷事務所
株式会社水谷事務所（みずたにじむしょ、Mizutani Studio）は、東京都港区にある広告の企画制作会社である。
1983年設立。

## 概要
日本デザインセンター出身のアートディレクター、クリエイティブ・ディレクターの水谷孝次が代表を務め、広告の企画制作の他にブランディングとして、パッケージやロゴマーク、ポスターなどのグラフィックからCF、エディトリアルなど幅広くデザインを手がけている。

## 代表作

### 広告
- ワコール 好きな色に抱かれたい
- スウォッチ ポスター
- ANA （ANA's China・映画より面白い国）

### パッケージ
- ウイダーinゼリーパッケージ

### ロゴマーク
- 福岡ダイエーホークス
- TCK（東京シティ競馬）
- ファッション通信
- HIROKO KOSHINO
- Kethelan Patharan
- アカチャンホンポ（2015〜）

### ポスター
- 写楽生誕200年
- COMETOGETHER for KOBE

### エディトリアル
- 砂丘（植田正治）
- HK2001
- MERRY EXPO -Book of global exchange-

### CF
- HITACHI AV

### プロジェクト
- Merry Project
- 北京オリンピック開会式セレモニー 笑顔の傘

## 主な出身者
- 大溝裕（Glanz）
- 山下雅士（sleepwalk）
- スズキユタカ（studio029）